# Список умерших в 811 году

## Июнь
- 17 июня — Саканоуэ-но Тамурамаро, японский полководец.

## Июль
- 26 июля — Никифор I, византийский император (802—811).

## Декабрь
- 4 декабря — Карл Юный, король франков (800—811).

## Дата смерти неизвестна или требует уточнения
- Анстранн, епископ Вердена (806—811).
- Коналл мак Эйдан, король гэльского королевства Дал Риада (807——811).
- Леон II, первый царь Абхазского царства (778—811).
- Оуайн ап Маредид, король Диведа (808—811).
- Пипин Горбатый, старший сын короля Франкского государства Карла I Великого и его первой жены Химильтруды, участник заговора против отца в 792 году.